# Фогельсберг (район)
Фогельсберг (нем. Vogelsbergkreis) — район в Германии. Центр района — город Лаутербах. Район входит в землю Гессен. Подчинён административному округу Гисен. Занимает площадь 1459 км². Население — 110,2 тыс. чел. (2010). Плотность населения — 75 человек/км².
Официальный код района — 06 5 35.
Район подразделяется на 19 общин.

## Города и общины
1. Альсфельд (16 524)
2. Лаутербах (13 887)
3. Шоттен (10 905)
4. Шлиц (9793)
5. Мюкке (9559)
6. Хомберг (7599)
7. Гребенхайн (4949)
8. Хербштайн (4870)
9. Вартенберг (3971)
10. Фрайенштайнау (3294)
11. Кирторф (3292)
12. Ульрихштайн (3066)
13. Гемюнден (2919)
14. Ромрод (2904)
15. Швальмталь (2903)
16. Фельдаталь (2644)
17. Гребенау (2571)
18. Лаутерталь (2481)
19. Антрифталь (2020)

(30 июня 2010)